# Rio Branco
Rio Branco (deutsch Weißer Fluss; amtlich portugiesisch Município de Rio Branco) ist die Hauptstadt und größte Stadt des brasilianischen Bundesstaates Acre.
Rio Branco wurde am 28. Dezember 1882 gegründet. In ihr lebt etwa die Hälfte der Bevölkerung Acres, genannt Rio-Branquenser oder Acres. Die Stadt ist wichtigster Ausgangspunkt für Touristen, die Acre besuchen. Die Stadt wird durch den Fluss Rio Acre in zwei Hälften geteilt, in den ersten und den zweiten Distrikt, die sich wiederum in etwa 110 Stadtviertel oder Nachbarschaften, die bairros, aufteilen.
Die Stadt ist nach dem Baron von Rio Branco benannt worden.
Nach der Volkszählung 2022 hatte die Stadt 364.756 Einwohner. 2024 wurde die Zahl amtlich auf eine gestiegene Einwohnerzahl von 387.852 geschätzt.

## Stadtverwaltung
Exekutive: Bei der Kommunalwahl 2016 wurde Marcus Alexandre zum Stadtpräfekt (Bürgermeister) gewählt, der für den Partido dos Trabalhadores (PT) angetreten war. Er verließ das Amt, da er sich 2018 für den Gouverneursposten des Bundesstaates bewarb. Am 6. April 2018 wurde Socorro Neri des Partido Socialista Brasileiro (PSB) neue Bürgermeisterin. Bei den Kommunalwahlen in Brasilien 2020 unterlag sie Tião Bocalom von den Progressistas (PP) mit 40.250 Stimmen (22,68 %) zu 87.987 Stimmen (49,58 %), der sie am 1. Januar 2021 als Präfekt ablöste.
Die Legislative liegt bei einem Stadtrat (Câmara Municipal) aus 17 gewählten Stadtverordneten (vereadores).
2017 änderte das Instituto Brasileiro de Geografia e Estatística die Zuordnung zu geostatistischen Regionen und teilte die Gemeinde der Região geográfica imediata Rio Branco und der Região geográfica intermediária Rio Branco zu.

## Klima
Die effektive Klimaklassifikation nach Köppen und Geiger ist Am. Die Durchschnittstemperatur ist 26,2 °C. Die durchschnittliche Niederschlagsmenge liegt bei 1935 mm im Jahr. Im ganzen Jahr gibt es deutliche Niederschläge in Rio Branco.
Monatliche Durchschnittstemperaturen und -niederschläge für Rio Branco
|                   | Jan  | Feb  | Mär  | Apr  | Mai  | Jun  | Jul  | Aug  | Sep  | Okt  | Nov  | Dez  |   |      |
| Temperatur (°C)   | 26,6 | 26,9 | 26,7 | 25,7 | 24,8 | 24,7 | 25,6 | 26,6 | 26,9 | 26,8 | 26,6 | 25,9 | Ø | 26,2 |
| Niederschlag (mm) | 286  | 285  | 231  | 177  | 103  | 46   | 39   | 40   | 95   | 167  | 206  | 260  | Σ | 1935 |

## Demografie

### Bevölkerungsentwicklung
Quelle: IBGE (Angaben für 2007 und 2024 sind lediglich Schätzungen).

### Ethnische Zusammensetzung
Ethnische Gruppen nach der statistischen Einteilung des IBGE (Stand 2000 mit 252.895 Einwohnern, Stand 2010 mit 336.038 Einwohnern): Von diesen lebten 2010 308.545 Einwohner im städtischen Bereich und 27.493 im ländlichen Raum und Regenwaldgebiet.
| Gruppe      | Anteil 2000 | Anteil 2010 | Anmerkung                        |
| ----------- | ----------- | ----------- | -------------------------------- |
| Brancos     | 78.981      | ▲ 85.735    | Weiße, Nachfahren von Europäern  |
| Pardos      | 162.949     | ▲ 224.321   | Mischrassige, Mulatten, Mestizen |
| Pretos      | 9.214       | ▲ 17.884    | Schwarze                         |
| Amarelos    | 470         | ▲ 7.505     | Asiaten                          |
| Indígenas   | 443         | ▲ 454       | indigene Bevölkerung             |
| ohne Angabe | 1.002       | 139         |                                  |

## Bistum Rio Branco
Das römisch-katholische Bistum Rio Branco wurde am 4. Oktober 1919 als Territorialprälatur Acre e Purus in Rio Branco errichtet. 1986 wurde diese zum Bistum erhoben und erhielt ihren jetzigen Namen.

## Sport
- Rio Branco Football Club, Rekordmeister von Acre

## Partnerstädte
Rio Branco hat Städtepartnerschaften:
- in  Italien: Reggio Emilia
- in  Volksrepublik China: Zhuhai
- in  Vereinigte Staaten: Albuquerque

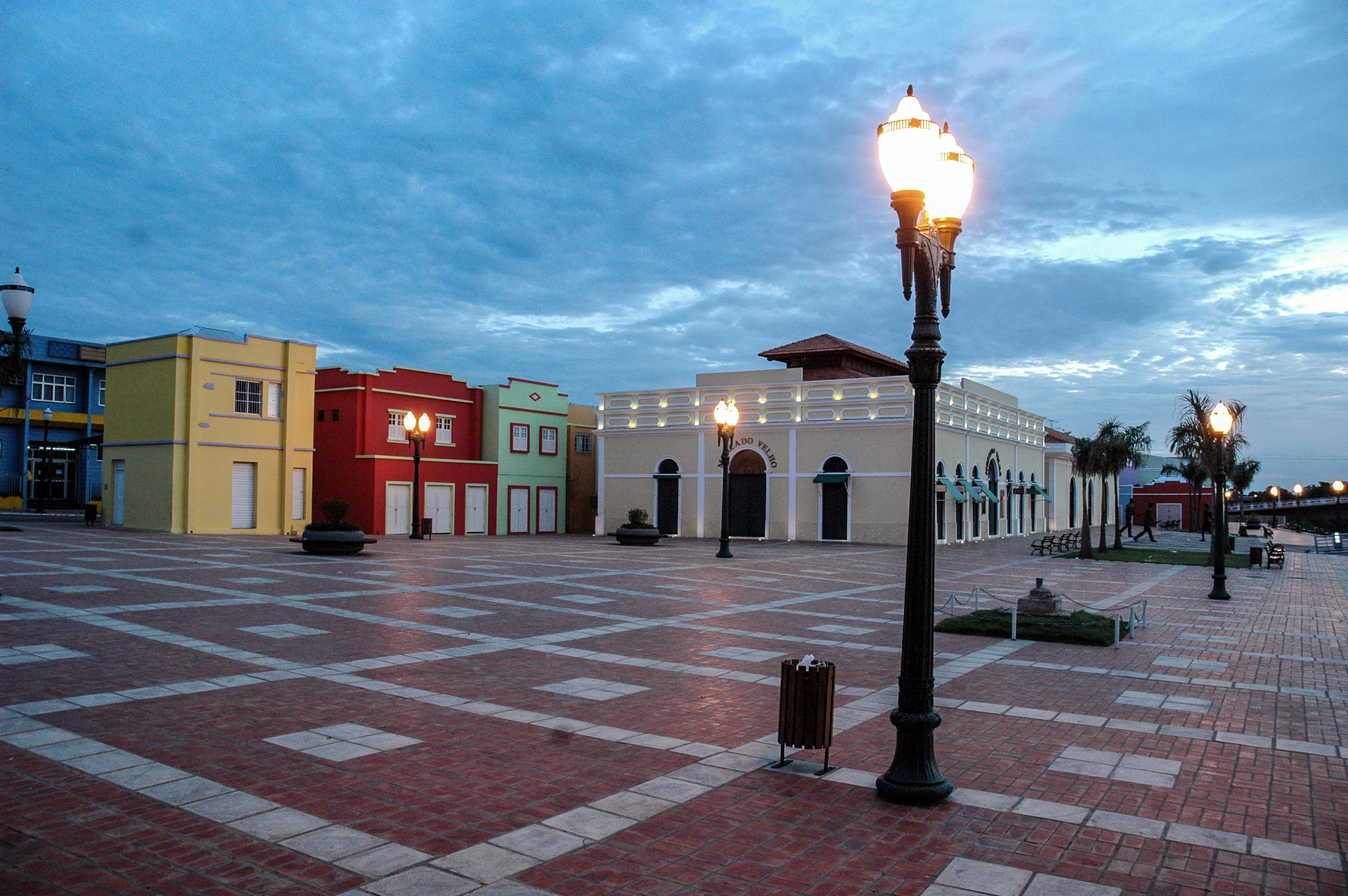
Fußgängerzone Gameleira in Rio Branco, Acre
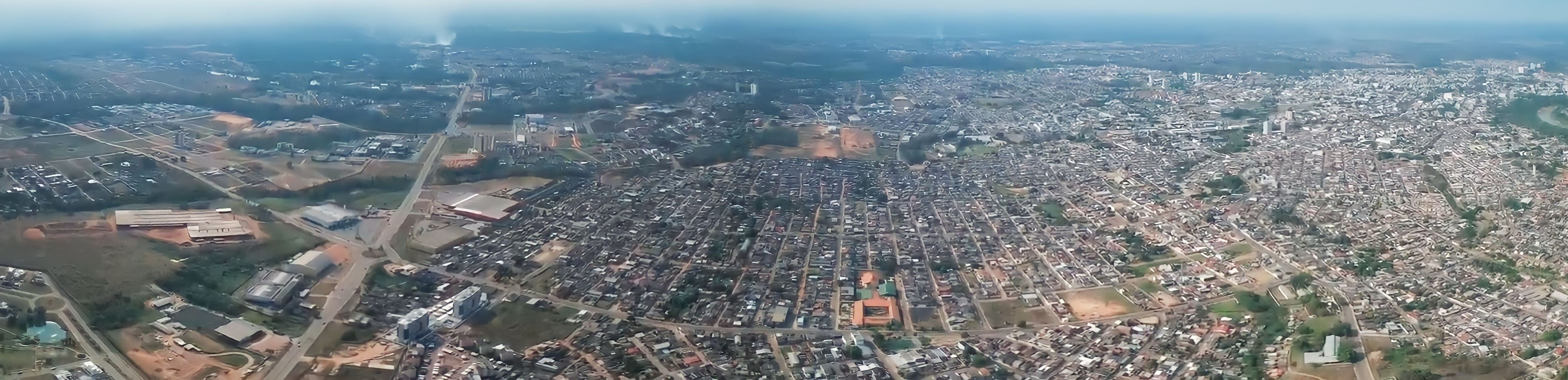
Rio Branco, die Hauptstadt des Bundesstaates Acre, aus der Vogelperspektive
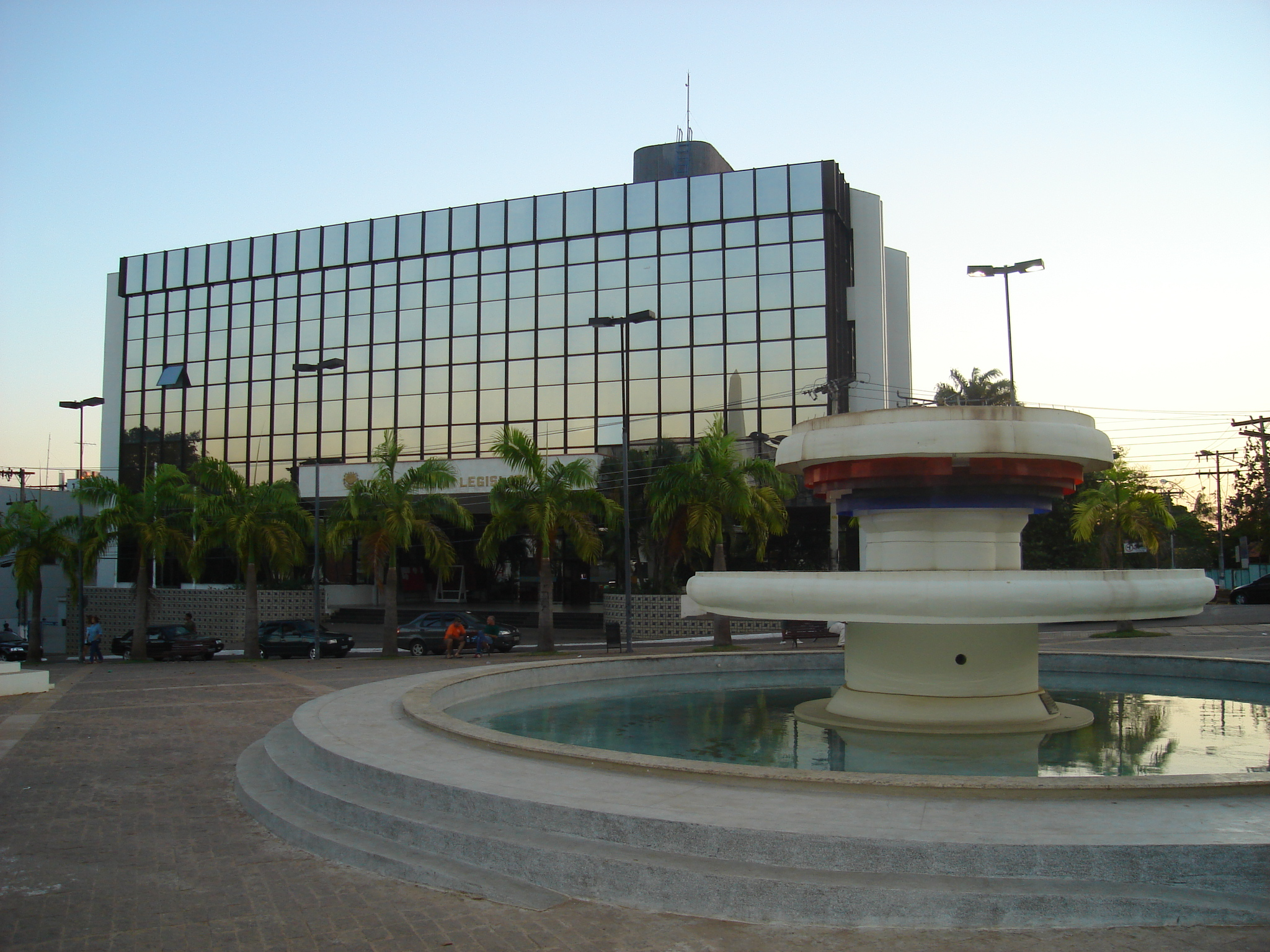
Gebäude der Gesetzgebenden Versammlung von Acre
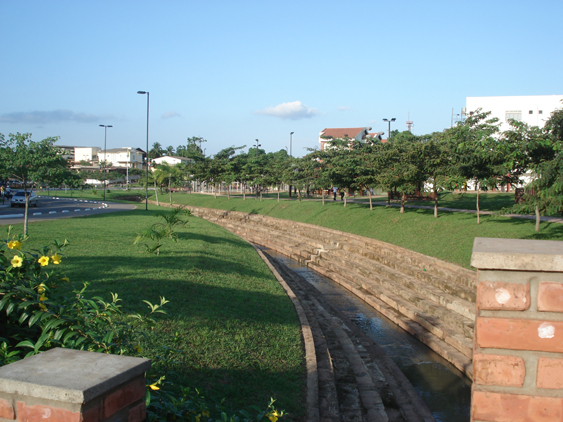
Maternidade-Park

## Söhne und Töchter der Stadt
- João Donato (1934–2023), Pianist, Sänger und Komponist im Jazzgenre und der Bossa Nova
- Odacir Soares Rodrigues (1938–2019), Politiker, Jurist und Journalist
- Marina Silva (* 1958), Umweltschützerin und Politikerin
- Tião Viana (* 1961), Gouverneur von Acre
- Major Rocha (* 1968), Vizegouverneur von Acre
- Mara Rocha (* 1973), Politikerin
- Adriano Vieira Louzada (* 1979), Fußballspieler
- Wéverton (* 1987), Fußballtorwart
- Tardeli Barros Machado Reis (* 1990), Fußballspieler
- Manex Silva (* 2002), brasilianisch-spanischer Skilangläufer